# (4643) Cisneros
(4643) Cisneros (1990 QD6) – planetoida z grupy pasa głównego asteroid okrążająca Słońce w ciągu 3,64 lat w średniej odległości 2,36 j.a. Odkryta 23 sierpnia 1990 roku.